# Galerie de paléontologie et d'anatomie comparée du Muséum national d'histoire naturelle

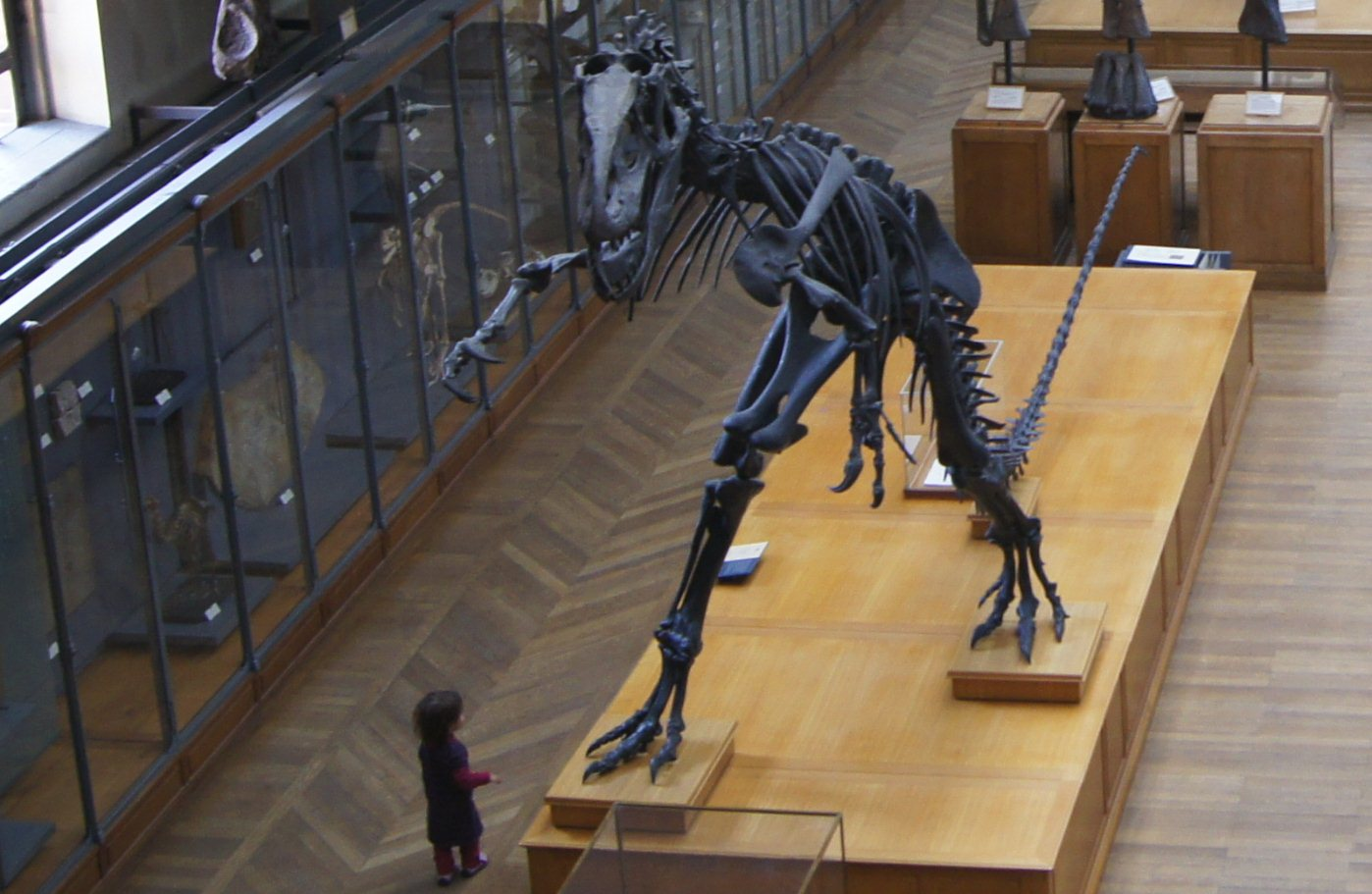
La Galleria di Paleontologia.

La galerie de Paléontologie et d'Anatomie comparée (Galleria di Paleontologia e d'Anatomia Comparata) è uno dei dipartimenti del Muséum national d'histoire naturelle français. Si trova nel Jardin des Plantes di Parigi vicino alla stazione d'Austerlitz.
L'edificio è stato costruito tra il 1892 e il 1898 dall'architetto Ferdinand Dutert. Ha una superficie di 2500 m² ed è disposto su due piani. La grande galleria, costruita in pietra e metallo, è lunga più di 80 m. Le facciate esterne sono ornate di numerose sculture d'ispirazione naturalista con le grandi superficie vetrate. La galleria è stata classificata Monumento Storico il 24 marzo 1993, con l'insieme degli edifici del Jardin des Plantes.

## Storia
La galleria è stata inaugurata nel 1898 per l'Esposizione Universale di Parigi del 1900. Costruita per volontà dei professori Albert Gaudry (paleontologo), George Pouchet (anatomia comparata) e Ernest Hamy (antropologo) che volevano conservare e presentare al pubblico delle collezioni di grande valore storico e scientifico per confermare l'evoluzionismo nascente.
L'architetto Ferdinand Dutert non assiste all'inaugurazione deluso per il rimaneggiamento del suo progetto iniziale che prevedeva una galleria di 320 m con una doppia navata.
Le collezioni presentate provenivano dalle grandi missioni dei viaggiatori naturalisti del XVIII e XIX secolo e dalla Ménagerie du Jardin des Plantes.
La galleria di paleontologia presenta una collezione di fossili di vertebrati (soprattutto di dinosauri) e d'invertebrati, scelti tra i più rappresentativi della collezione dei fossili del museo.
La galleria d'anatomia comparata presenta un migliaio di scheletri, uova, fanere e illustra la loro organizzazione e la loro classificazione.
Nella sala d'ingresso, sulla destra, una scultura di Emmanuel Fremiet è rappresentativa dell'approccio europeo e americano dei rapporti uomo-natura com'erano nel 1898: la statua rappresenta un combattimento mortale tra un cacciatore malese e un orango con due errori: solo maschi anziani di orango hanno dei dischi facciali su ciascuna delle gote e non si occupano dei piccoli; e la taglia dell'orango è esagerata, e nemmeno così potrebbe farcela con un uomo dotato di armi bianche.
La galleria di paleontologia ha servito da ambientazione per alcuni episodi del fumetto di Jacques Tardi, Adèle Blanc-Sec, e un film tratto dallo stesso fumetto di Luc Besson, uscito in Francia nel 2010. Vi si vede schiudersi da un uovo un pterosauro che scappa per la vetrata. Nel film N'oublie pas que tu vas mourir di Xavier Beauvois una scena è girata nella galleria.
Stephen Jay Gould, Philippe Taquet, Guillaume Lecointre e altri scienziati e cercatori vi hanno dato delle interviste scientifiche.
Il 29 marzo 2013 uno scassinatore asporta un dente dell'elefante di Luigi XIV, scheletro offerto al Re di Francia dal Re del Portogallo nel 1668, che sino al 1681 era a la Ménagerie royale de Versailles, danneggiando questo esemplare di grande valore storico e scientifico. I denti dell'animale non erano d'origine ma vi sarebbero stati applicati nel XIX secolo.

## Galleria d'immagini

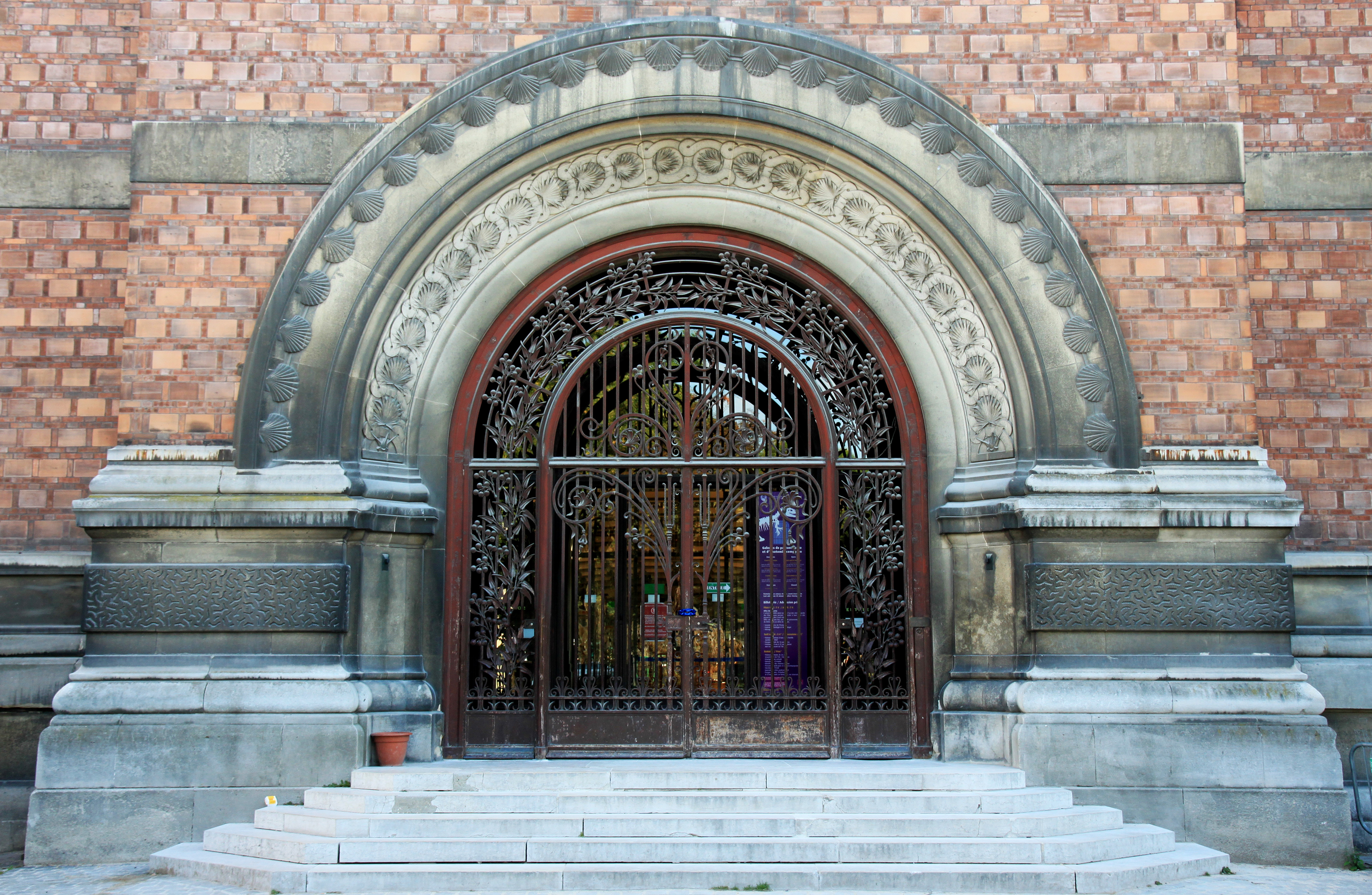
Entrata principale dell'edificio
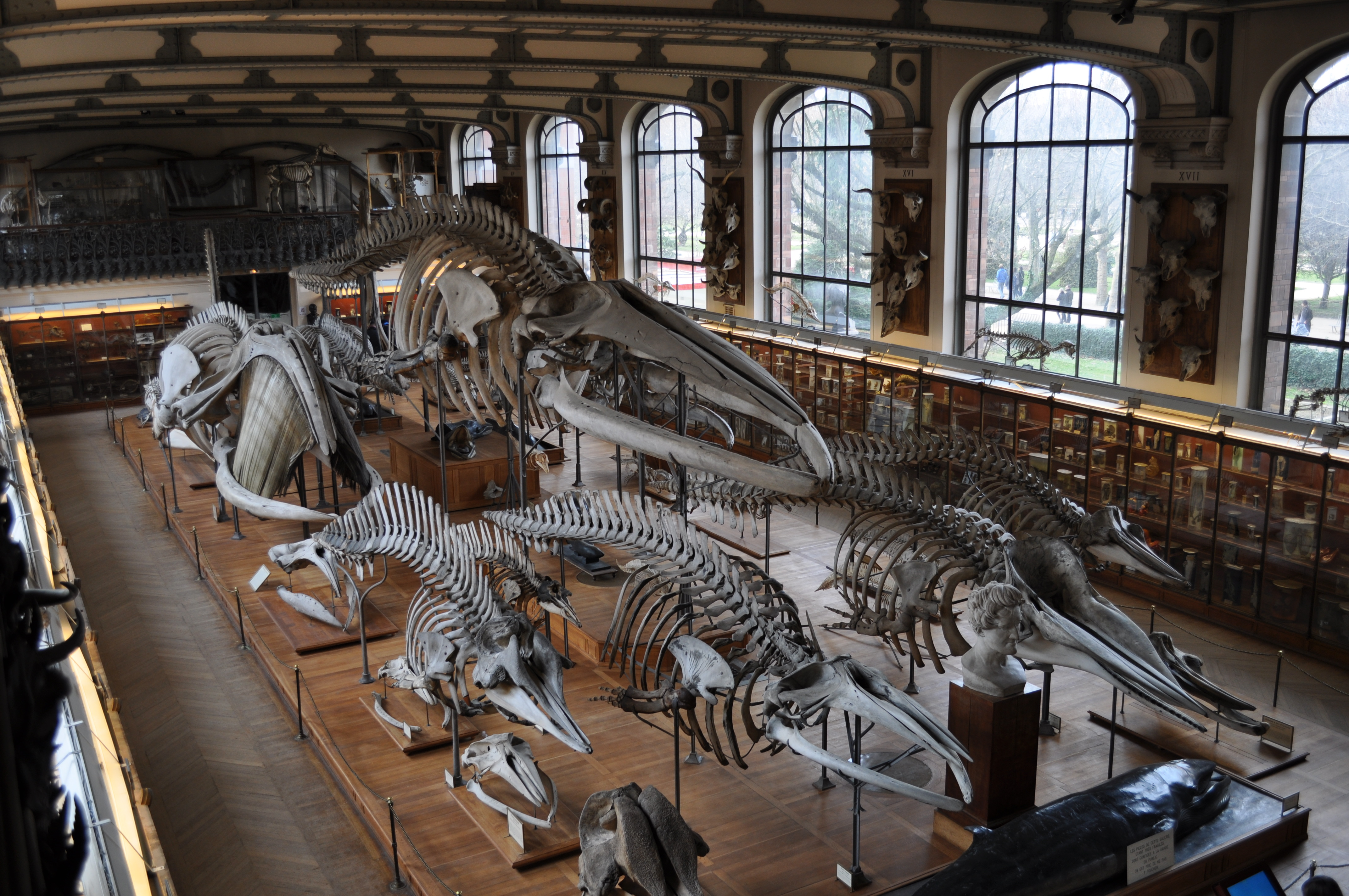
Vista parziale della galleria d'anatomia comparata (piano terra)
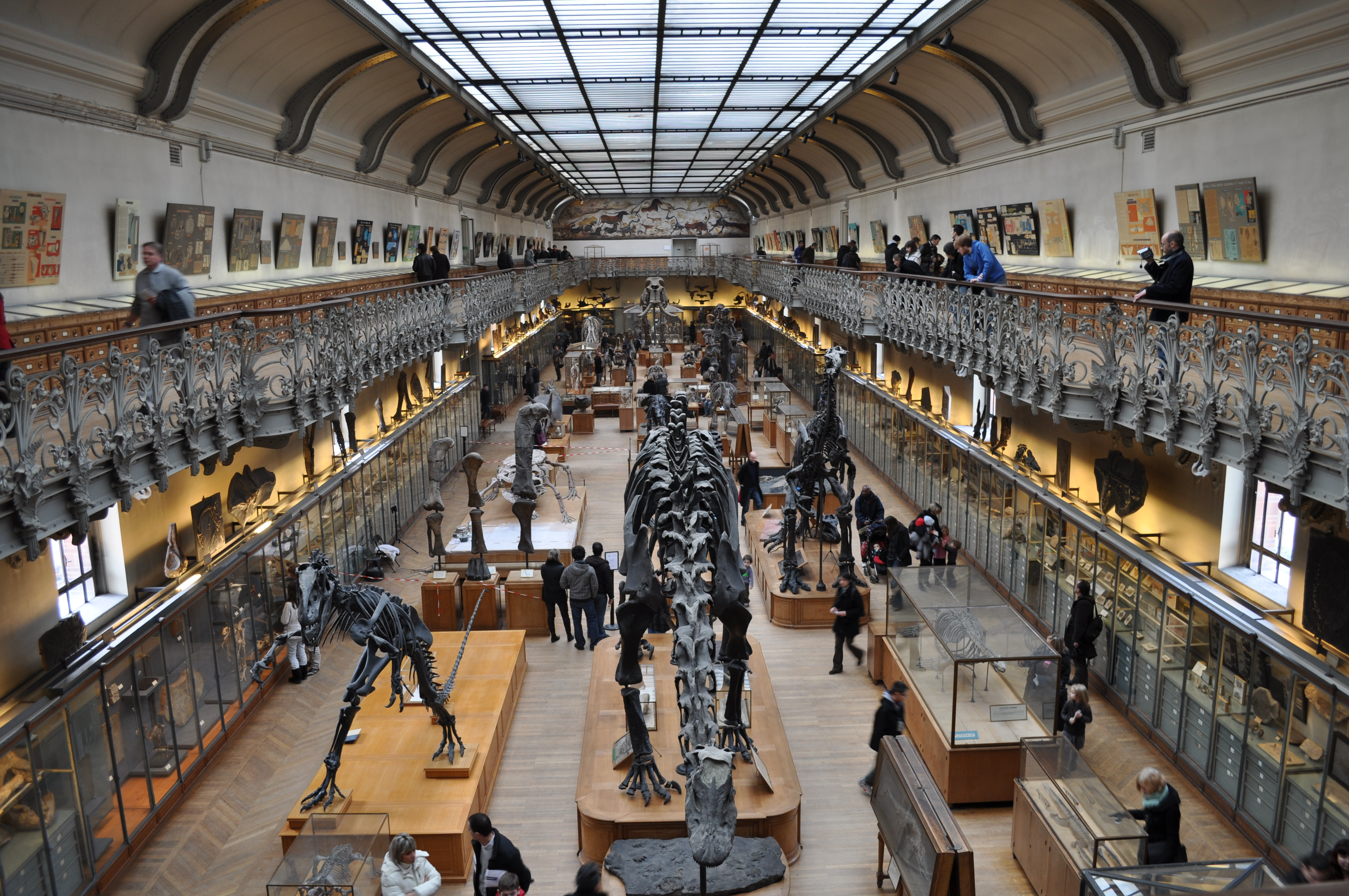
Galleria di paleontologia (primo e secondo).
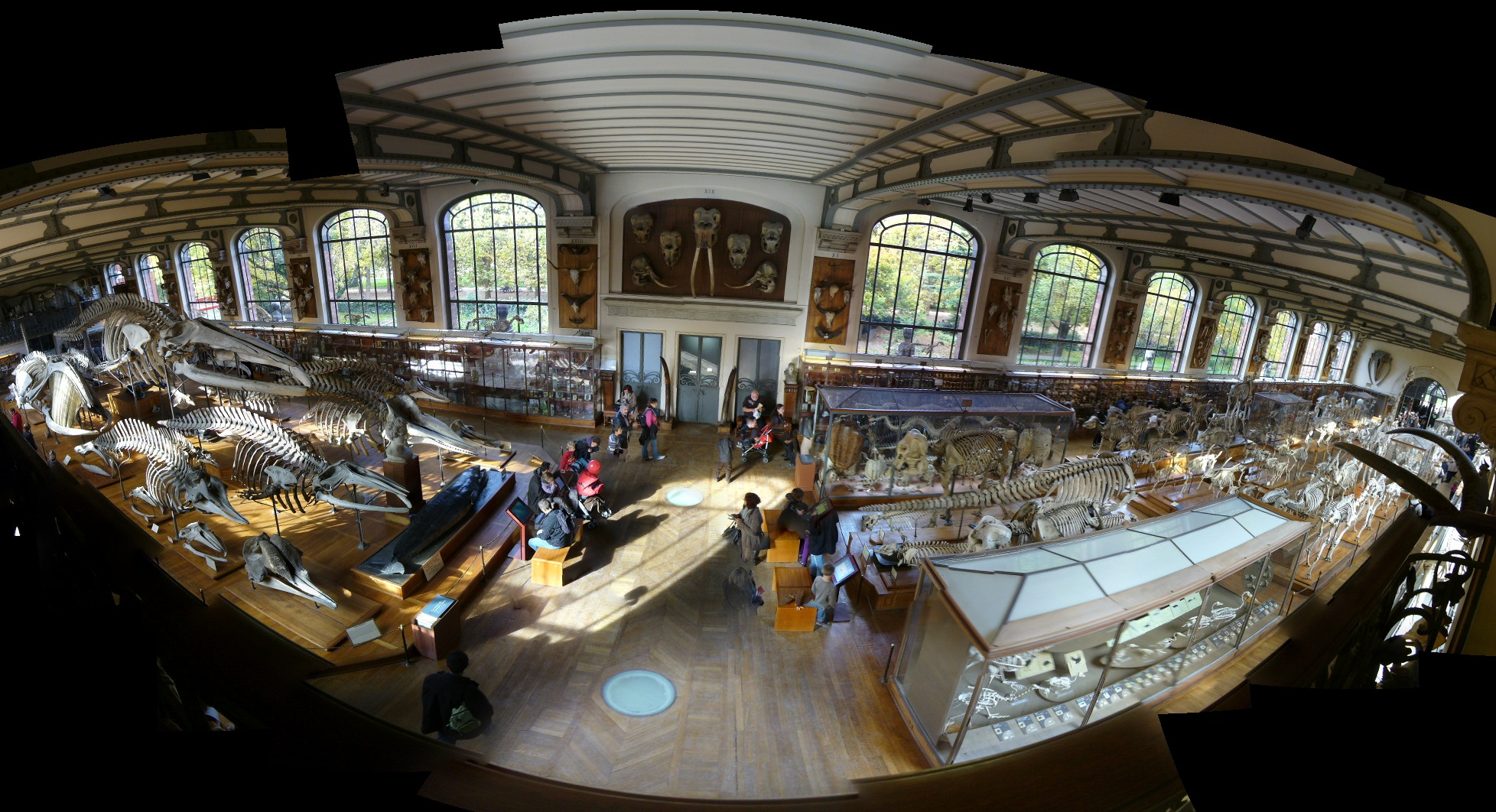
vista panoramica
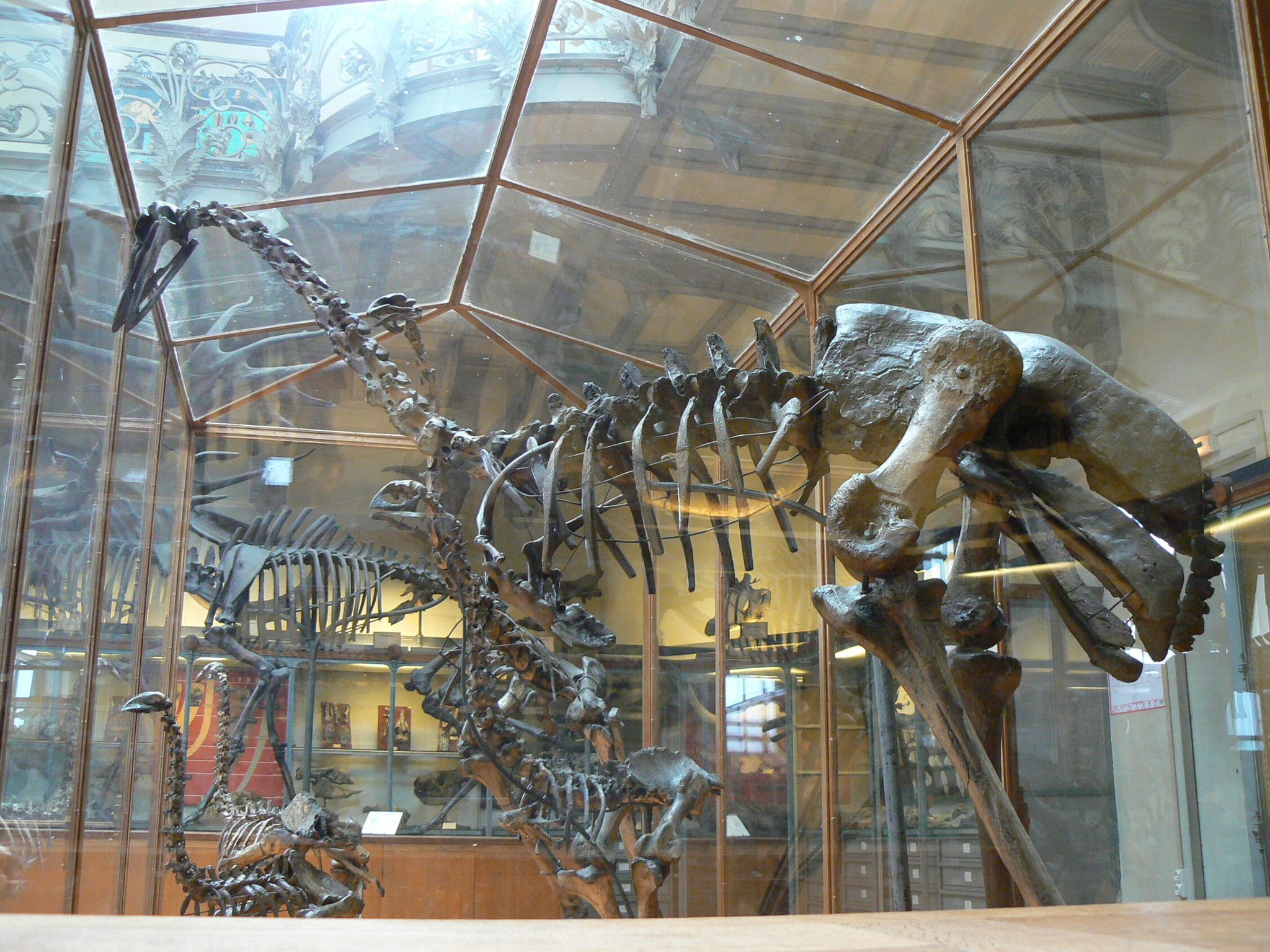
L'Aepyornis, uccello gigante estinto del Madagascar